# Chemická toaleta

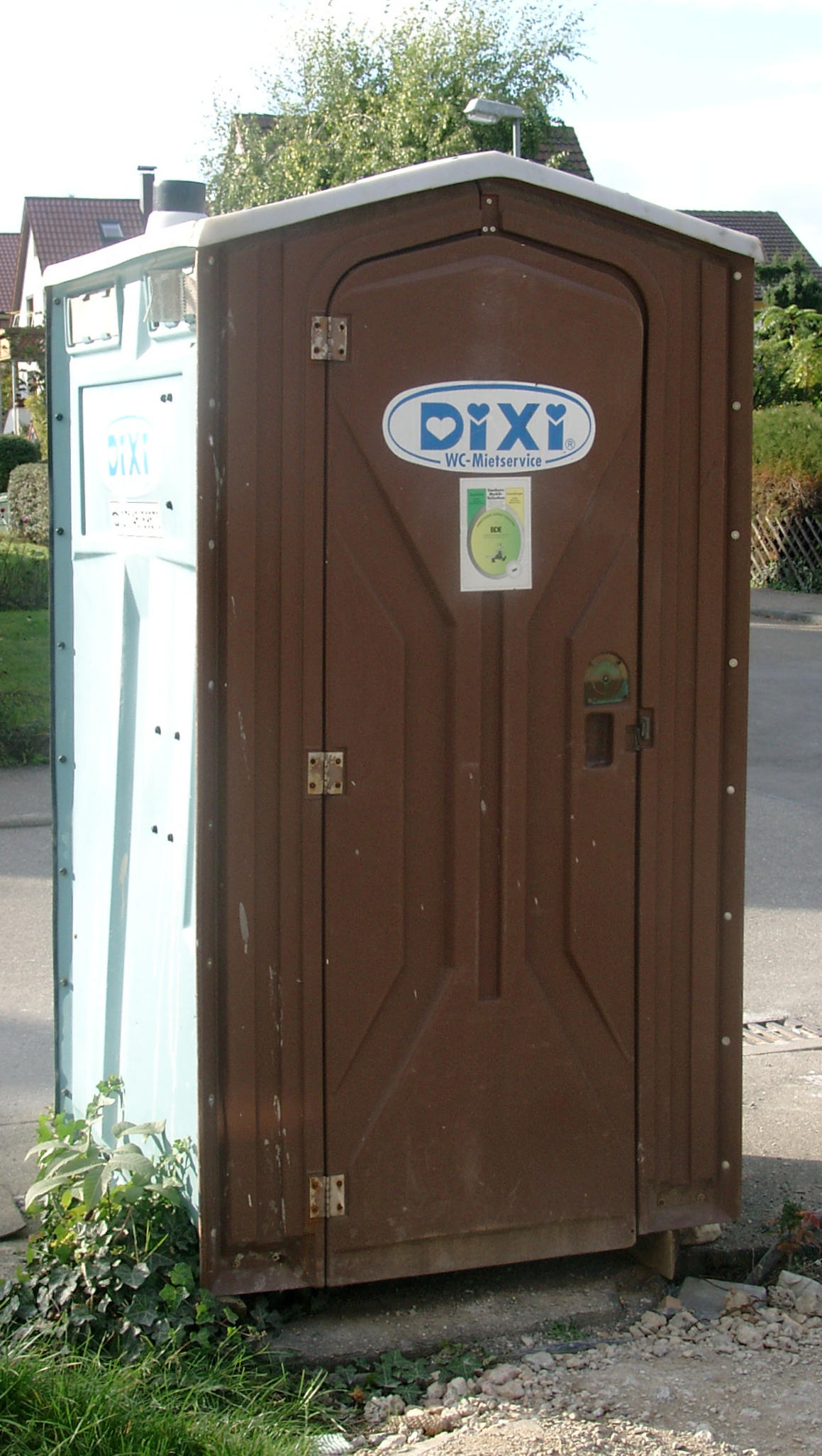
Přenosná chemická toaleta

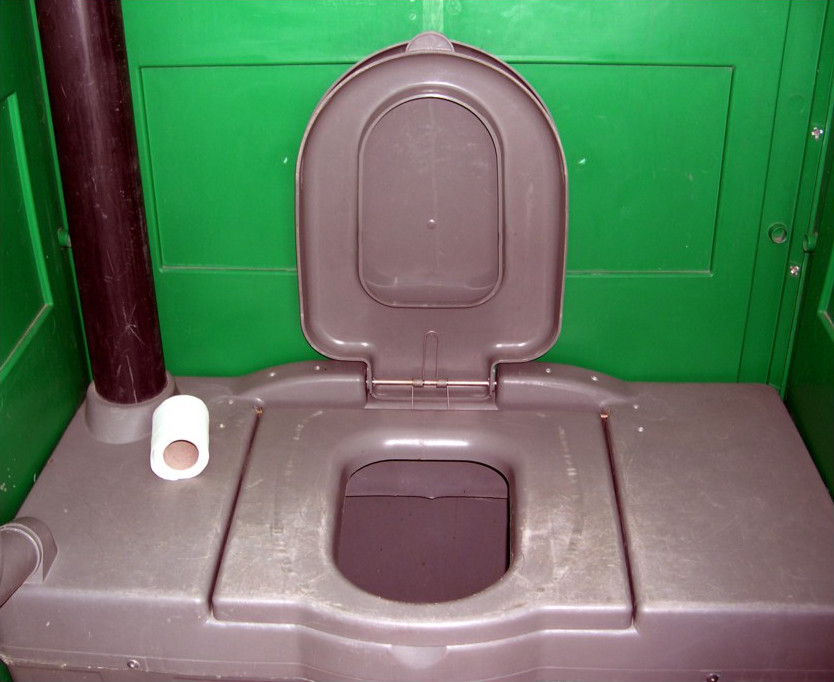
Vnitřek přenosné chemické toalety

Chemický záchod nebo chemická toaleta je záchod používající chemikálie na odstranění pachu z odpadu namísto jednoduchého uskladnění v nádobě nebo odvedení potrubím do kanalizace nebo septiku. Tyto toalety se nacházejí nejvíce v letadlech, vlacích, karavanech a mobilních domech a jsou charakteristické modrým odstínem vody v nádržích. (V USA a Austrálii se tento modrý kapalný vzorek obvykle nazývá "Anotec".) Ještě jednodušší chemická toaleta se skládá ze sedadla na nádrži s roztokem chemikálií používaných k desinfekci a dezodorizaci. Nacházejí se v některých dálkových autobusech nebo v domech, kde není kanalizace. Přenosné toalety jsou univerzálně chemické toalety.
Desinfekce se dříve obvykle prováděla mícháním formaldehydu nebo podobné chemikálie s toaletní vodou po spláchnutí. Moderní formulace jsou založeny na nitrátu a pracují biologicky.
Chemické toalety se často používají na staveništích, na shromážděních pod širým nebem jako jsou hudební festivaly nebo v kempech a karavanech.
Protože formaldehyd silně dráždí kůži, nos a hrdlo, často je nahrazován jinými proprietárními směsmi jako například glutaraldehydem a kvartérními amoniovými sloučeninami s neskvrnícími barvami a přírodně identickými vonnými oleji. Někdy se používají i enzymové hybridy.